# Ferdinand von Saar
Ferdinand von Saar (30. září 1833 Vídeň – 24. července 1906 Vídeň-Döbling) byl rakouský spisovatel, dramatik a básník.

## Životopis
Narodil se v úřednické rodině Ludwiga von Saara (1799–1834) a Marie rozené von Nespern (1799–1872).
Otec krátce po Ferdinandově narození zemřel. Matka se přestěhovala zpět do domu svých rodičů, kde Ferdinand Saar vyrůstal společně se svým bratrancem, který se později stal výtvarným umělcem, Augustem von Pettenkofenem. Navštěvoval základní školu ve Vídni, poté skotskou městskou a střední školu. R. 1849 narukoval do armády a v roce 1854 se stal poručíkem. V roce 1860 ukončil kariéru důstojníka, aby se mohl věnovat literatuře. Jeho dluhy z vojenské služby vedly v následujících letech k několika trestům odnětí svobody. V roce 1871 byl urozenými mecenáši od dluhů osvobozen.
Od roku 1872 Ferdinand pravidelně jezdí do jihomoravského Blanska a Rájce, kde na pozvání hraběcího rodu Salmů pobývá na salmovských zámcích. Region se stane i inspirací pro jeho povídkovou a básnickou tvorbu. Zde se také spřátelí s lékařem a archeologem Jindřichem Wankelem a dokonce se v Blansku 17. ledna 1881 oženil s Melanii Ledererovou (1838–1884). Manželství ale skončilo tragicky poté, co Melanie spáchala v červenci 1884 sebevraždu.
Uznání von Saarovi v Rakousku přinesly r. 1877 povídky Novellen. Největší úspěch u veřejnosti měly Wiener Elegien z roku 1893. O tři roky dříve byl Ferdinand Saar vyznamenán Řádem Františka Josefa a v roce 1902 se stal členem rakouské Panské sněmovny Říšské rady.
Poslední roky von Saarova života byly charakterizovány nemocemi (rakovina) a těžkými depresemi. Nakonec Ferdinad von Saar v červenci 1906 páchá sebevraždu.
Spolu s Marií von Ebner-Eschenbach byl Ferdinand von Saar jedním z nejvýznamnějších realistických spisovatelů v německém jazyce konce 19. století v Rakousku. Jeho díla se vyznačovala humanistickým étosem a sociální kritikou. Hudbu k jeho textům složila skladatelka Pauline Volkstein.

### Vyznamenání
- Ferdinand von Saar odpočívá v čestném hrobě v Döblinger Friedhof (skupina 26, číslo 33) ve Vídni.
- V roce 1908 bylo po něm pojmenováno Saarplatz ve Vídni-Döblingu (19. obvod).
- Muzeum Döbling, bývalá vila Wertheimstein, „Saarzimmer“ připomíná básníka, který byl často hostem Franzisky von Wertheimstein.

## Dílo
- Innocens (1866)
- Marianne (1873)
- Die Geigerin (1874)
- Die Steinklopfer (1874)
- Novellen aus Österreich (1877) – Digitalisat und Volltext im Deutschen Textarchiv
- Tambi (1882)
- Der Exzellenzherr (1882)
- Leutnant Burda (1887)
- Die Troglodytin (1887)
- Eine Wohlthat. Volksdrama in vier Acten (1887)
- Schicksale (1889)
- Ginevra (1890)
- Schloss Kostenitz (1892)
- Wiener Elegien (1893) S. 7–24 in Jakob Minor (Hrsg.): Sämtliche Werke Bd. 4 (Leipzig 1908)
- Herr Fridolin und sein Glück (1894)
- Doktor Trojan (1896)
- Der Sündenfall (1898)
- Die Brüder (1900)
- Der Brauer von Habrovan (1900)
- Die Heirat des Herrn Stäudl (1902)
- Außer Dienst (1902)
- Hermann und Dorothea (1902) Digitalisat
- Sappho (1904)
- Die Familie Worel (1905)
- Tragik des Lebens. Vier neue Novellen (1906) – Volltext online.
- Sämtliche Werke in zwölf Bänden. Im Auftrage des Wiener Zweigvereins der Deutschen Schillerstiftung mit einer Biographie des Dichters von Anton Bettelheim hrsg. von Jakob Minor. Hesse, Leipzig 1908, Permalink OBV.
- Karl Konrad Polheim (Hrsg.): Kritische Texte und Deutungen. Neun Bände. Niemeyer, Bonn/Tübingen 1980–1999, OBV.

### V češtině
- Innocens : obraz ze života Vyšehradského. Praha: Národní tiskárna a nakladatelstvo, 1898
- Troglodytka – přeložila Karla Jelínková; in: 1000 nejkrásnějších novel... č. 35. Praha: J. R. Vilímek, 1912
- Rekviem lásky. Praha: Melantrich, 1972
- Smutné lásky. Praha : Vyšehrad, 1986
- Pan Fridolín a jeho štěstí. Boskovice : Albert, 1998

- Heřman a Dorotka: Idyla o pěti zpěvěch. Blansko : Městská knihovna Blansko, 2001